# Annegret Rosenmüller
Annegret Rosenmüller (* 31. August 1967 in Neubrandenburg) ist eine deutsche Musikwissenschaftlerin.

## Leben
Annegret Rosenmüller studierte 1989 bis 1994 an der Universität Leipzig Musikwissenschaft, Editionswissenschaft und Kunstgeschichte; 2000 wurde sie an der Technischen Universität Dresden bei Hans-Günter Ottenberg promoviert.
Bis März 2010 war sie u. a. beim Mitteldeutschen Rundfunk, an der Hochschule für Musik und Theater „Felix Mendelssohn Bartholdy“ Leipzig, am Bach-Archiv Leipzig, im Stadtgeschichtlichen Museum Leipzig, an der Universitätsbibliothek Leipzig und für die Dresdner Arbeitsstelle von RISM tätig.
Seit April 2010 ist Annegret Rosenmüller wissenschaftliche Mitarbeiterin der Schumann-Briefedition der Sächsischen Akademie der Wissenschaften.

## Publikationen

### Monographien
- Carl Ferdinand Becker (1804–1877). Studien zu Leben und Werk (= Musikstadt Leipzig, Band 4), Hamburg: Bockel 2000; ISBN 978-3-932696-19-0
- Die Überlieferung der Clavierkonzerte in der Königlichen Privatmusikaliensammlung zu Dresden im letzten Drittel des 18. Jahrhunderts (= Schriften zur Mitteldeutschen Musikgeschichte, Band 5), Eisenach: Verlag Karl Dieter Wagner 2002 (Diss.); ISBN 978-3-88979-094-1 (Google Books)
- Der Bestand N.I. (= Neues Inventar) in den Sondersammlungen der Universitätsbibliothek Leipzig. Thematischer Katalog (= Musikhandschriften in Deutschland. Kataloge ausgewählter Sammlungen, Band 4), München und Frankfurt a. M. 2011;  ()
- Briefwechsel Clara Schumanns mit Mathilde Wendt und Malwine Jungius sowie Gustav Wendt (= Schumann Briefedition, Serie II: Freundes- und Künstlerbriefwechsel, Band 14), hrsg. von Annegret Rosenmüller, Köln 2011
- Briefwechsel Robert und Clara Schumanns mit Eduard Bendemann, Julius Hübner, Johann Peter Lyser und anderen Dresdner Künstlern (= Schumann Briefedition, Serie II: Freundes- und Künstlerbriefwechsel, Band 6), hrsg. von Renate Brunner, Michael Heinemann, Irmgard Knechtges-Obrecht, Klaus Martin Kopitz und Annegret Rosenmüller, Köln 2014
- Briefwechsel Clara Schumanns mit Landgräfin Anna von Hessen, Marie von Oriola und anderen Angehörigen deutscher Adelshäuser (= Schumann Briefedition, Serie II: Freundes- und Künstlerbriefwechsel, Band 12), hrsg. von Annegret Rosenmüller, Köln 2015
- Briefwechsel Robert und Clara Schumanns mit den Familien Voigt, Preußer, Herzogenberg und anderen Korrespondenten in Leipzig (= Schumann Briefedition, Serie II: Freundes- und Künstlerbriefwechsel, Band 15), hrsg. von Annegret Rosenmüller und Ekaterina Smyka, Köln 2016
- Briefwechsel Robert und Clara Schumanns mit Korrespondenten in Leipzig 1828 bis 1878 (= Schumann Briefedition, Serie II: Freundes- und Künstlerbriefwechsel, Band 19), hrsg. von Annegret Rosenmüller und Ekaterina Smyka, Köln 2018
- Briefwechsel Robert und Clara Schumanns mit Korrespondenten in Leipzig 1830 bis 1894 (= Schumann Briefedition, Serie II: Freundes- und Künstlerbriefwechsel, Band 20), hrsg. von Annegret Rosenmüller und Ekaterina Smyka, Köln 2019
- Briefwechsel Robert und Clara Schumanns mit Bernhard Scholz und anderen Korrespondenten in Frankfurt am Main (= Schumann Briefedition, Serie II: Freundes- und Künstlerbriefwechsel, Band 16), 2 Bde., hrsg. von Annegret Rosenmüller und Anselm Eber, Köln 2020
- Briefwechsel Robert und Clara Schumanns mit Theodor Kirchner, Alfred Volkland und anderen Korrespondenten in der Schweiz (= Schumann Briefedition, Serie II: Freundes- und Künstlerbriefwechsel, Band 10), 2 Bde., hrsg. von Annegret Rosenmüller, Köln 2022

### Aufsätze (Auswahl)
- Carl Ferdinand Becker (1804–1877) und sein Wirken für die Musik des 16. und 17. Jahrhunderts, in: Basler Jahrbuch für historische Musikpraxis, Band 21, 1997, S. 159–179
- Naumann und Leipzig – eine Spurensuche. Quellen und Rezeption, in: Johann Gottlieb Naumann und die europäische Musikkultur des ausgehenden 18. Jahrhunderts. Bericht über das Internationale Symposium vom 8. bis 10. Juni 2001 im Rahmen der Dresdner Musikfestspiele 2001, hrsg. von Ortrun Landmann und Hans-Günter Ottenberg, Hildesheim, Zürich und New York 2006, S. 365–398
- „Nichts ... als die Edle Music“. Musikstadt Leipzig (16.–18. Jahrhundert), in: Leipzig original. Stadtgeschichte vom Mittelalter bis zur Völkerschlacht. Katalog zur Dauerausstellung des Stadtgeschichtlichen Museums Leipzig im Alten Rathaus, Teil I, hrsg. von Volker Rodekamp, Altenburg 2006, S. 244–255
- "Gastfreundschaft gegen unedierte Werke". Liszt-Fund in der Leipziger Universitätsbibliothek, in: BIS. Das Magazin der Bibliotheken in Sachsen, Nr. 2 (Juni 2008), S. 102–103 (online)
- Der Beginn der modernen Musikwissenschaft in Leipzig, in: Ein Kosmos des Wissens. Weltschrifterbe in Leipzig (Ausstellungskatalog), Leipzig 2009, S. 136–146
- Sammlungen und Nachlässe mit Musikhandschriften und Musikerbriefen in den Sondersammlungen der Universitätsbibliothek Leipzig, in: 600 Jahre Musik an der Universität Leipzig, hg. von Eszter Fontana, Wettin 2010, S. 398–411
- Carl Ferdinand Becker und die Organistenausbildung am Leipziger Konservatorium, in: „Diess herrliche, imponirende Instrument“. Die Orgel im Zeitalter Felix Mendelssohn Bartholdys, hg. von Anselm Hartinger, Christoph Wolff und Peter Wollny (= Beiträge zur Geschichte der Bach-Rezeption, Bd. 3), Wiesbaden 2011, S. 285–302
- „ … daß ich so recht das Gefühl des Vertrauens empfinde, wenn ich Ihnen schreibe, wie es nun eben vom Herzen kommt!“ Zum Briefwechsel von Clara Schumann mit Mathilde Wendt, in: Denkströme. Journal der Sächsischen Akademie der Wissenschaften zu Leipzig, Heft 8/2012, S. 151–170 (online)
- Aufführungen von Instrumentalmusik in Dresden von 1765 bis 1810. Beitrag zu einer Chronologie, in: Partita. Siebenundzwanzig Sätze zur Dresdner Musikgeschichte. Festschrift für Hans-Günter Ottenberg zum 65. Geburtstag, hrsg. von Wolfgang Mende, Dresden 2012, S. 503–533
- „… obwohl er mir innerlich nicht nahestand …“ – Zur Beziehung zwischen Joachim Raff und Clara Schumann, in: Die Tonkunst 2/2022 (April 2022), S. 213–221

### Noteneditionen
- Johann Georg Neruda, Sei Sonate a tre für Violino I, Violino II und Basso continuo (= Instrumentalmusik am Dresdner Hof, Band 2), Beeskow 2006
- Giuseppe Valentini, Concerto für Oboe, Violine, Streicher und Basso continuo (= Instrumentalmusik am Dresdner Hof, Band 8), Beeskow 2006
- Christlieb Siegmund Binder, Concerto e-Moll für Cembalo und Streicher (= Instrumentalmusik am Dresdner Hof, Band 9), Beeskow 2008
- Georg Friedrich Händel, Acis und Galatea (in der Bearbeitung von Felix Mendelssohn Bartholdy), Stuttgart 2008
- Antonio Caldara, Motetti a due o tre voci, op. 4 (= Musik aus der Dresdner Hofkirche, Band 7), Beeskow 2011